# 아카사키역
아카사키역(일본어: 赤碕駅)은 일본 돗토리현 도하쿠군 고토우라정에 있는 서일본 여객철도 산인 본선의 역이다. 단선 · 섬식의 형태를 합친 복합 구조의 철도 역사이다.

## 타는 곳
| 플랫폼 | 노선        | 방향   | 행선지                 | 비고                  |
| ------ | ----------- | ------ | ---------------------- | --------------------- |
| 1      | ■ 산인 본선 | 상행선 | 구라요시 · 돗토리 방면 | 통상은 이 승강장      |
| 1      | ■ 산인 본선 | 하행선 | 요나고 · 마쓰에 방면   | 통상은 이 승강장      |
| 2      | ■ 산인 본선 | 하행선 | 요나고 · 마쓰에 방면   | 대피 · 교차 때        |
| 3      | ■ 산인 본선 | 상행선 | 구라요시 · 돗토리 방면 | 대피 · 통과 열차 교차 |
| 3      | ■ 산인 본선 | 하행선 | 요나고 · 마쓰에 방면   | 일부의 대피열차       |

## 역 주변
- 고토우라 정청 분청
- 돗토리 은행
- 요나고 신용금고
- 국도 제9호선

## 인접 정차역
| 서일본 여객철도 산인 본선 | 서일본 여객철도 산인 본선 | 서일본 여객철도 산인 본선 |
| ------------------------- | ------------------------- | ------------------------- |
| 야바세 교토 방면          | ■ 산인 본선               | 나카야마구치 요나고 방면  |